# Принц Каспијан
Принц Каспијан (eng. Prince Caspian: The Return to Narnia) је роман научне фантастике за децу који је написао енглески писац К. С. Луис 1951. године. То је други од седам романа Хроника Нарније. У новијим издањима која су хронолошки поређана ова књига је четврта по редоследу.
Роман приказује повратак у Нарнију четворо деце Певенсија из првог романа, отприлике годину дана касније, након догађаја из претходне књиге. Доласком откривају како је у Нарнији прошло 1300 година и да се током њиховог одсуства у Нарнији завршило време благостања и да су земљу покорили Телмаринци и да имају немилосрдног злог краља Мираза. Тад упознају принца Каспијана, законитог престолонаследника који их је призвао назад како би му они помогли да преузме власт и ослободи Нарнију.

## Прича
Питер, Сузан, Едмонд и Луси Певенси су уз помоћ магије пребачени са британске железничке станице на којој су се налазили у том тренутку назад у Нарнију, на плажу у близини старог разрушеног замка који убрзо препознају као Паравел замак, место одакле су управљали као краљеви и краљице Нарније. Иако је у Енглеској прошло само годину дана у Нарнији је прошло 1300 година и доста тога се променило. У замку откривају трезор у коме налазе Питеров мач и штит, Сузанин лук и стреле и Лусин бодеж. Сузанин рог за дозивање помоћи недостаје јер га је оставила у шуми оног дана кад су се вратили за Енглеску.
Деца спасавају патуљка Трампкина од војника који се спремају да га убију и он им препричава историју Нарније од њиховог нестанка. Телмаринци су освојили Нарнију којом сад владају краљ Мираз и његова жена и да је Мираз узурпирао престо кад је убио свог брата краља Каспијана IX., оца принца Каспијана. Мираз је толерисао законитог наследника престола док није добио сина, након чега Каспијан уз помоћ свог учитеља Корнелија бежи из замка да га Мираз не би убио, а од учитеља добија и рог краљице Сузане. Оне бежи у шуму на брдо названо по Аслану, близу замка Паравел. Убрзо долази и телмаријска војска и Каспијан одлучује да искористи рог како би призвао помоћ и да су они зато призвани назад у Нарнију. Патуљак Трампкин и деца се пробијају до Каспијана, а појављује се и Аслан који Луси издаје упутства шта да ради, а Питера, Едмунда и Трампкина шаље на брдо како би се изборили са издајом која се спрема тамо. Кад се пробију до Каспијана Питер изазива Мираза на дуел у коме ће се војска победника дуела сматрати победничком. Лордови Глозел и Сопеспијан подстичу Мираза да прихвати дуел, који он на крају губи. Тад њих двојица изјављују да је Питер на превару забио нож у леђа Миразу док је био на земљи и наређују напад, а у општем метежу који уследи након тога сам Глозел забија Миразу нож у леђа. Аслан у пратњи Луси и Сузан призива богове Бахуса и Силенуса уз чију помоћ оживљава шуму. Тад се дрвеће супротставља телмаринској војсци и они почињу да беже, а кад им Бахус уништава мост за бекство телмаринци се предају.
Аслан тад војницима даје избор да остану у Нарнији под Каспијаном, или да се врате на Земљу, њихов првобитни дом. Тад Аслан отвара портал за оне војнике који хоће назад на земљу, а Питер и Сузан пролазе први кроз портал како би уверили војнике да је сигурно, а онда и остали, а Питер и Сузан откривају Едмонду и Луси да су престари да би се икад више вратили у Нарнију. Тад се Певенсијеви враћају на железничку станицу.

## Екранизација
Би-Би-Си 1989. године избацује адаптацију романа Принца Каспијана подељену у две епизоде.
2008. године филмска компанија Волт Дизни избацује филм Хронике Нарније: Принц Каспијан.